# Anaxyrus
Anaxyrus là một chi động vật lưỡng cư trong họ Bufonidae, thuộc bộ Anura. Chi này có 22 loài và 27% bị đe dọa hoặc tuyệt chủng.

## Các loài
- Anaxyrus americanus (Holbrook, 1836)
- Anaxyrus baxteri (Porter, 1968)
- Anaxyrus boreas (Baird & Girard, 1852)
- Anaxyrus californicus (Camp, 1915)
- Anaxyrus canorus (Camp, 1916)
- Anaxyrus cognatus (Say, 1822)
- Anaxyrus compactilis (Wiegmann, 1833)
- Anaxyrus debilis (Girard, 1854)
- Anaxyrus exsul (Myers, 1942)
- Anaxyrus fowleri (Hinckley, 1882)
- Anaxyrus hemiophrys (Cope, 1886)
- Anaxyrus houstonensis (Cóc sống lưng vàng) (Sanders, 1953)
- Anaxyrus kelloggi (Taylor, 1938)
- Anaxyrus mexicanus (Brocchi, 1879)
- Anaxyrus microscaphus (Cóc Arizona) (Cope, 1867)
- Anaxyrus nelsoni (Stejneger, 1893)
- Anaxyrus punctatus (Baird & Girard, 1852)
- Anaxyrus quercicus (Holbrook, 1840)
- Anaxyrus retiformis (Sanders & Smith, 1951)
- Anaxyrus speciosus (Cóc Texas) (Girard, 1854)
- Anaxyrus terrestris (Bonnaterre, 1789)
- Anaxyrus woodhousii (Girard, 1854)

## Hình ảnh

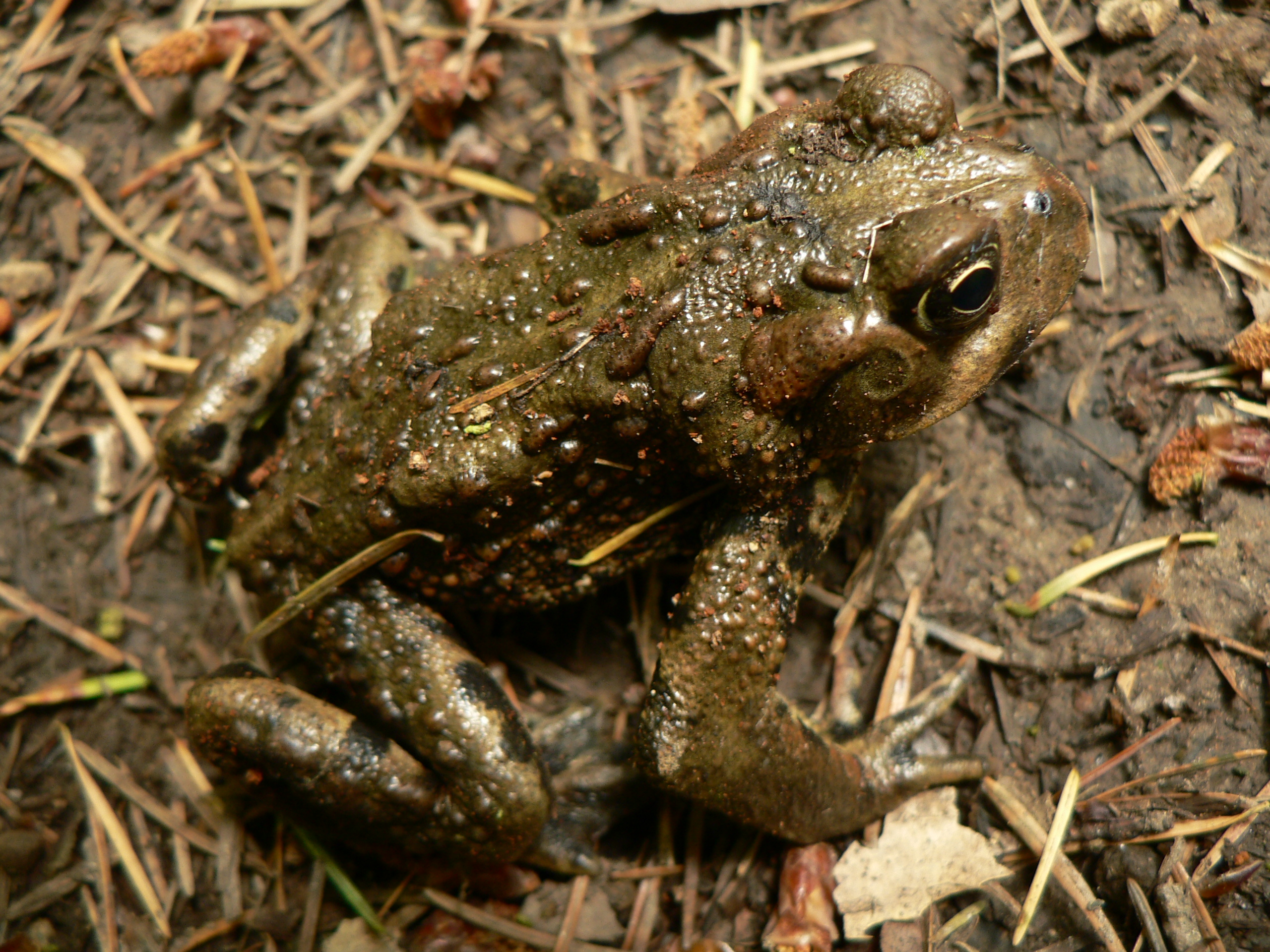
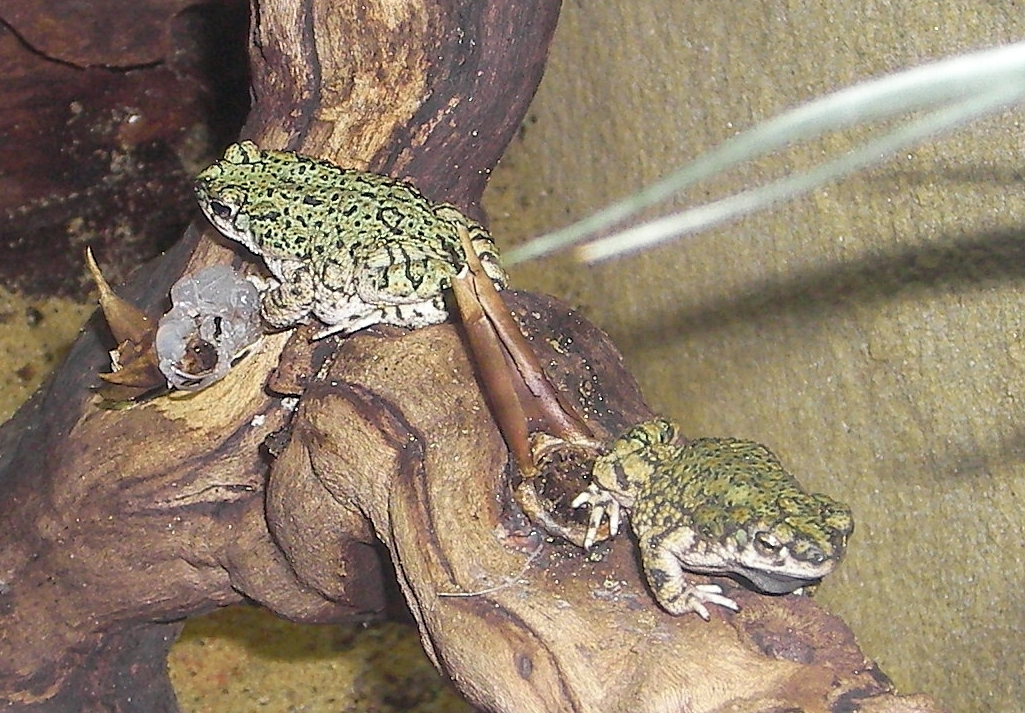
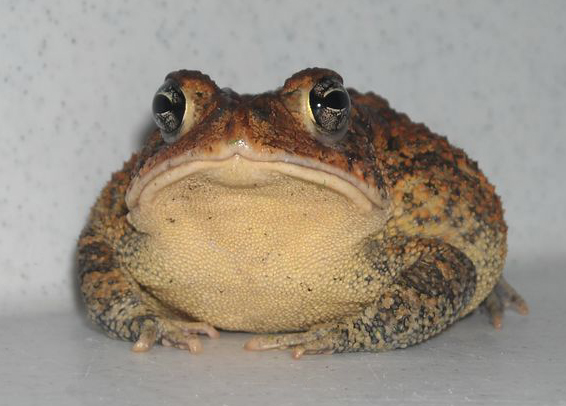